# Теодор Лоос
Теодор Август Конрад Лоос (нім. Theodor August Konrad Loos, 18 травня 1883 — 27 червня 1954) — відомий німецький актор епохи німого та звукового кіно. З 1913 по 1954 рік знявся майже у 200 фільмах, серед яких «Нібелунги» (1924), " Метрополіс " (1927), " М " (1931).

## Біографія
Народився 18 травня 1883 року в Цвінгенберзі . Здобув освіту в галузі прикладних мистецтв, працював актором у театрах Лейпцига, Данцига, Франкфурта-на-Майні . У 1912 році прийнятий на роботу в театральну трупу Макса Рейнхардта в Берліні . Незабаром після цього почав зніматися в кіно, першу помітну роль зігравши у фільмі Стеллана Рюе «Крижана наречена» (Die Eisbraut, 1913). Зіграв одну з головних ролей у найпопулярнішому на той час шестисерійному фільмі Отто Ріпперта " Гомункулус " (Homunculus, 1916).
Лоос був універсально обдарованим актором. У театрі він заробив визнання чудовим володінням інтонацією, в кіно — виразною мімікою, завдяки якій отримував найбільш складні щодо акторських завдань ролі, що вимагають гри на великому плані — Кассіо в Отелло Димитрія Буховецького (Othello, 1922), король Гунтер в Нібелунгах " Фріца Ланга (Die Nibelungen, 1924), Йосафат у його ж " Метрополісі " (1927), інспектор Гребер у його ж «М» (M — Eine Stadt sucht einen Mörder, 1931).
З появою та розвитком звукового кіно Лоос зміг реалізуватися в ньому повною мірою, проте загальний занепад німецького кінематографа за нацистського режиму не дав йому можливості взяти участь у художньо значних роботах, які залишили б суттєвий слід в історії кіномистецтва — і це незважаючи на те, що у цей час він набув статусу «державного актора». У театрі тим часом він бере участь у постановках класичних п'єс, зокрема Шекспіра і Шиллера ; «Пер Гюнт» за його участю витримав 450 вистав. У кіно ж він грає переважно у пропагандистських фільмах, наприклад сумнозвісний " Єврей Зюсс ".
У 1945 році після падіння Берліна Лоос опиняється у французькій зоні окупації. 1947 року він домагається реабілітації і знову повертається до театральної діяльності. Продовжуючи періодично зніматися в кіно, він більшу частину часу грає в державному театрі в Тюбінгені та Штутгарті.
Теодор Лоос помер у Штутгарті 27 червня 1954 року.